# Zengdu
Zengdu är ett stadsdistrikt och säte för stadsfullmäktige i Suizhou i Hubei-provinsen i centrala Kina.